# Huapilla
Huapilla är en ort i Mexiko.   Den ligger i kommunen Ixmiquilpan och delstaten Hidalgo, i den sydöstra delen av landet, 120 km norr om huvudstaden Mexico City. Huapilla ligger 1 777 meter över havet och antalet invånare är 125.
Terrängen runt Huapilla är kuperad åt sydost, men åt nordväst är den platt. Runt Huapilla är det ganska tätbefolkat, med 120 invånare per kvadratkilometer. Närmaste större samhälle är Ixmiquilpan, 7,8 km väster om Huapilla. Omgivningarna runt Huapilla är i huvudsak ett öppet busklandskap.